# 圍胸下綱
圍胸下綱（學名：Thoracica），又名完胸上目，是從舊有的目級分類單元圍胸目升級而來的甲殼亞門分類單元，其成員以棲息於多石海岸的藤壺（例如：Semibalanus balanoides及Chthamalus stellatus等）最為人所認識。
圍胸總目連同尖胸下綱及根头下綱共同組成蔓足亞綱，即舊有的蔓足綱。

## 分類

### 2001年分類
根據2001年馬丁和戴維斯的分類，圍胸下綱由下列兩個目組成：
- 有柄目 Pedunculata Lamarck, 1818
  - 異茗荷亞目 Heteralepadomorpha Newman, 1987
  - 鸟嘴亚目 Iblomorpha Newman, 1987
  - 茗荷亞目 Lepadomorpha Pilsbry, 1916
  - 鎧茗荷亞目 Scalpellomorpha Newman, 1987
- 無柄目 Sessilia Lamarck, 1818

### 2006年分類
2006年，原圍胸下綱成員重新分類，有柄目被一分為四，圍胸下綱的組成如下：
- Cyprilepadiformes Buckeridge & Newman, 2006[4]：只有一個化石物種Cyprilepas holmi[5][6]
- 鸟嘴目 Ibliformes Buckeridge & Newman, 2006：包含舊有的鸟嘴亚目[7]。
  - 鸟嘴亚目 Iblomorpha Newman, 1987
- 茗荷目 Lepadiformes Buckeridge & Newman, 2006：[8]。
  - 異茗荷亞目 Heteralepadomorpha Newman, 1987[9]
  - 茗荷亞目 Lepadomorpha Pilsbry, 1916
  - Praelepadomorpha
- 鎧茗荷目 Scalpelliformes Buckeridge & Newman, 2006：從舊有鎧茗荷亚目直接提升至目級[10]。
- 無柄目 Sessilia Lamarck, 1818

## 外部連結
- 維基物種上的相關：圍胸下綱